# Zaumseilia electa
Zaumseilia electa är en insektsart som beskrevs av Schmidt 1924. Zaumseilia electa ingår i släktet Zaumseilia och familjen lyktstritar. Inga underarter finns listade i Catalogue of Life.